# ジュマンジ
『ジュマンジ』（原題: Jumanji）は、1995年のアメリカ合衆国のアドベンチャー・ファンタジー映画。クリス・ヴァン・オールズバーグの同名の絵本を原作としてジョー・ジョンストンが監督、ジョナサン・ヘンズリーとグレッグ・テイラーが脚本を務め、ロビン・ウィリアムズ、ジョナサン・ハイドらが出演する。映画「ジュマンジ」シリーズの1作目。
作者のクリス・ヴァン・オールズバーグは脚本の草案を提供し、「ミステリーとシュールレアリズムの質を以て、映画を盛り上げたい」と語っている。原作は幼い姉弟の物語だったが、映画は少年が主人公で、父と息子の絆がストーリーの主軸になっており、スキー事故で亡くなったジュディとピーター姉弟の両親をタイムパラドックスで取り戻すことにより、伏線を回収している。現実に起きるさまざまな現象や動物は、CG、アニマトロニクス、ミニチュアを駆使して製作された。当時において最先端の技術であった3DCGをふんだんに使うことで、本作品は注目された。また、現実世界でアラン少年が乗り越えるべき存在として描かれるアランの父親と、「ジュマンジ」でアランが乗り越えるべき存在として描かれるハンターを同じ役者が演じることで、アラン少年の成長物語としての性格を強めている。厳格だが息子を愛しているアランの父親と、ハチャメチャで残忍なハンターと言う対照的な2役をジョナサン・ハイドが好演しており、中年になったが精神的には子供のままであるアラン少年をロビン・ウィリアムズが好演している。

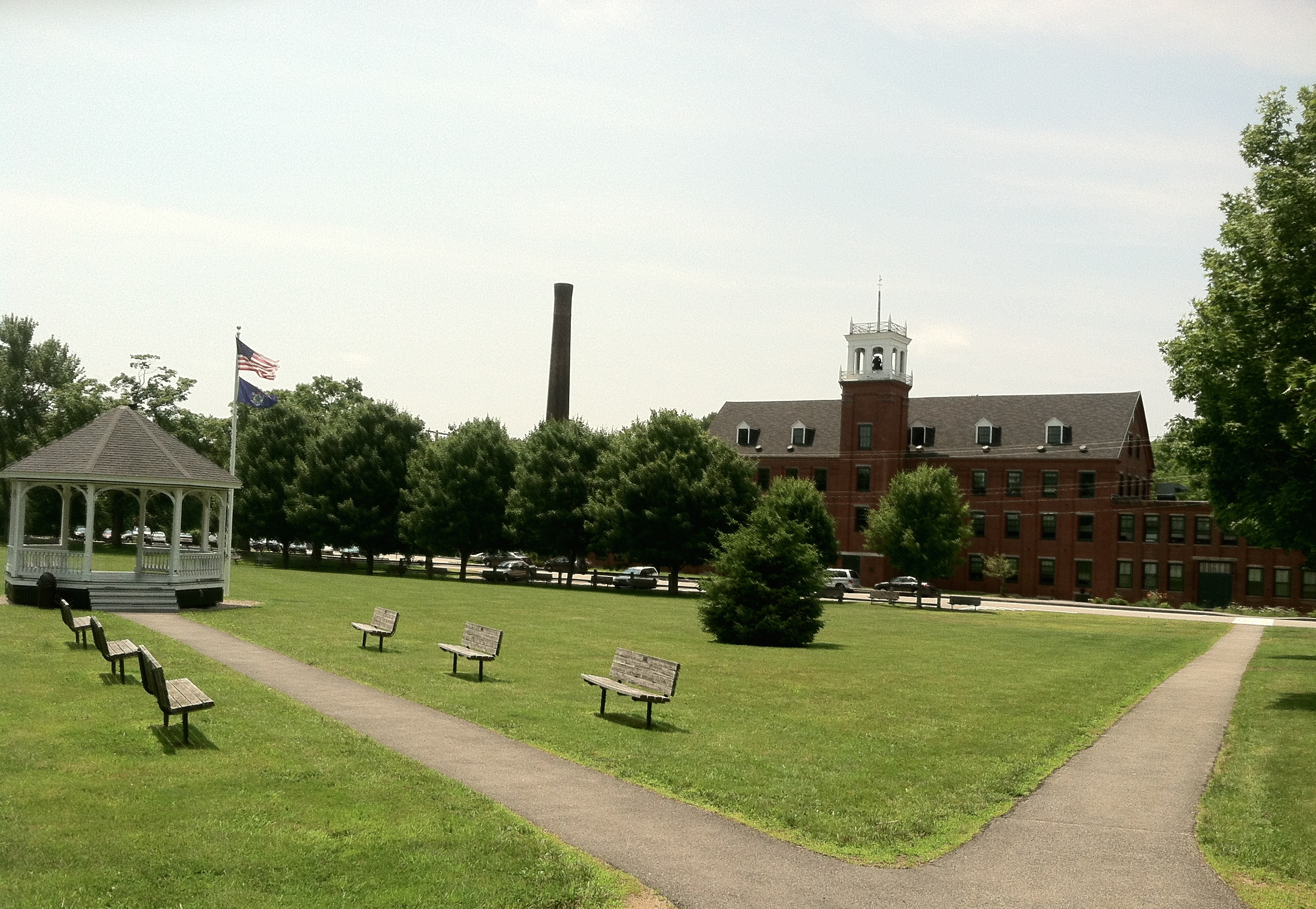
パリッシュ製靴工場の撮影に使用された建物

この作品は、1996年から1999年まで放送されたテレビアニメシリーズを生み、その後、関連作品として『ザスーラ』（2005年）が製作された。また、直接の続編として『ジュマンジ/ウェルカム・トゥ・ジャングル』（2017年）と『ジュマンジ/ネクスト・レベル』（2019年）の2作品が製作されている。

## ストーリー
1869年。深夜の森を馬車に乗って進む2人の少年がいた。怯えた様子の彼らは持っていた木箱を地面に掘った穴に埋めて足早に立ち去った。
それから100年後の1969年。少年アラン・パリッシュは、大規模な製靴工場を経営し、町の名士でもある父に反感を抱いていた。ある日、彼は父の工場の拡張工事現場で不思議なドラムの音を聞き、音を追って土の中から古い木箱を掘り出す。中には「ジュマンジ」という名の双六形式のボードゲームが入っていた。ジュマンジを持ち帰ったアランはたまたま家を訪れた友達の少女、サラ・ウィットルと共に偶然にゲームを始めてしまう。ところがサイコロをふると駒が勝手に動き出し、ゲーム盤中央の画面に「5か8の目が出るまでジャングルで待て」という文字が浮かび上がるとアランはゲーム盤に吸い込まれて消えてしまう。暖炉からはたくさんのコウモリが飛び出してきたため、サラは邸から逃げ出す。
更に26年後の1995年。かつてアランが住んでいた邸はアランの失踪を期に衰退したパリッシュ家の失脚以来空き家となり、格安で売り出されていた。そこにカナダへのスキー旅行にでかける途中の交通事故で両親を亡くしたジュディとピーターというシェパード姉弟と、2人を引き取った父方の叔母が引っ越してくる。ある日、2人は叔母が出かけたあとに屋根裏部屋でジュマンジを見つける。しかしサイコロを振るたびに巨大な蚊の群れやいたずら好きの猿の群れ、凶暴なライオンが次々に現れる。更にサイコロの目が5になったことから大人になったアランがこの世界に戻ってくる。アランは26年間をゲームの中のジャングルの世界で過ごしていたのだった。アランは父が経営していた製靴工場に向かうがそこは廃墟になっていた。アランの両親は行方不明になった息子を探すために、財産を使い果たして他界したのだった。
街は蚊の群れと猿の群れで大混乱に陥っていた。しかしジュマンジの注意書きには、一旦ゲームを始めたら途中でやめることはできず、ゴールした勝者が「ジュマンジ」と唱えるまでゲームから出てきたものは消えないと記されていた。アランは、26年前に始めたゲームを終了させるためにはサラにもゲームに参加してもらう必要があることに気づき、一人暮らしをしているサラの家を訪ねて彼女を説得し、渋るサラを家に呼ぶと4人でジュマンジを再開する。しかし、サイコロを振る度に、巨大な食虫植物、アランを付け狙うハンターのヴァン・ペルト、暴走するゾウやサイや鳥の群れなどが次々に現れる。鳥に奪われたゲーム盤を取り戻そうと街に出ると街は更に混乱を深めている。なんとかゲーム盤を取り戻し、銃を乱射するヴァン・ペルトからも逃れてゲームの続きを始めると今度は洪水とワニ、蜘蛛の群れ、地震が4人を襲い、ヴァン・ペルトも戻ってくる。崩壊しかけた邸でヴァン・ペルトに銃を突きつけられたアランだったが、手から落としたサイコロの目によって自身の駒がゴールに到達する。アランが「ジュマンジ」と唱えると、ゲームから出てきた動物たちすべてがヴァン・ペルトとともにゲーム盤に吸い込まれていく。
気が付くとアランとサラは26年前の子供時代に戻っていた。アランは反抗的であった自身の態度を父に謝罪し、親子の絆を再確認する。そしてサラと共にジュマンジにレンガをくくりつけ、川へ沈める。
それから26年後の1995年のクリスマス。アランはサラと結婚し、父の会社を継いで順風満帆の生活を送っていた。邸で多くの人々を招いてクリスマスパーティーを開いたアランとサラは、新たにパリッシュ社で働くことになったシェパード夫妻に娘と息子を紹介される。2人が26年間、再会を待ち望んでいたジュディとピーターだった。時が巻き戻ったため姉弟にはジュマンジに関する記憶はなく、アランやサラのことも知らない。アランとサラは笑顔で2人と握手を交わす。そしてシェパード夫妻がカナダへのスキー旅行を計画していることを聞くと慌てて引き留め、シェパード夫妻と姉弟の未来を変えることに成功したアランとサラはジュディとピーターを暖かく迎え入れるのだった。
それから再び時は流れ、フランスの海岸で不思議なドラムの音が鳴り響いており、その先にはあのジュマンジが砂から顔を覗かせていた。海岸を歩いていた2人の少女がドラムの音に気付くシーンで物語は幕を閉じる。

## キャスト
| 役名                           | 俳優                         | 日本語吹替        | 日本語吹替 | 日本語吹替                           | 日本語吹替                                          |
| 役名                           | 俳優                         | VHS・DVD版        | BD版       | フジテレビ版                         | テレビ朝日版                                        |
| ------------------------------ | ---------------------------- | ----------------- | ---------- | ------------------------------------ | --------------------------------------------------- |
| アラン・パリッシュ             | ロビン・ウィリアムズ         | 江原正士          | 江原正士   | 江原正士                             | 江原正士                                            |
| サミュエル・アラン・パリッシュ | ジョナサン・ハイド           | 小川真司          | 小川真司   | 阪脩                                 | 中村正                                              |
| ヴァン・ペルト                 | ジョナサン・ハイド           | 小川真司          | 小川真司   | 緒方賢一                             | 中村正                                              |
| ジュディ・シェパード           | キルスティン・ダンスト       | 藤枝成子          | 川上とも子 | 水谷優子                             | 米丘ゆり                                            |
| ピーター・シェパード           | ブラッドリー・ピアース       | 矢島晶子          | かないみか | 矢島晶子                             | 進藤一宏                                            |
| サラ・ウィットル               | ボニー・ハント               | 塩田朋子          | 小林優子   | 土井美加                             | 佐々木優子                                          |
| ノラ・シェパード               | ビビ・ニューワース           | 小宮和枝          | 日野由利加 | 弥永和子                             | 渡辺美佐                                            |
| カール・ベントレー             | デヴィッド・アラン・グリア   | 後藤敦            | 高木渉     | 屋良有作                             | 石田圭祐                                            |
| キャロル・アン・パリッシュ     | パトリシア・クラークソン     | さとうあい        | 佐藤しのぶ | 一城みゆ希                           | 一城みゆ希                                          |
| 少年時代のアラン               | アダム・ハン＝バード         | 亀井芳子          | 浅野まゆみ | 坂本千夏                             | 佐藤史紀                                            |
| 少女時代のサラ                 | ローラ・ベル・バンディ       | 紗ゆり            | 小島幸子   | 渕崎ゆり子                           | 伊藤実華                                            |
| ジム・シェパード               | マルコム・スチュワート       | 成田剣            | 田原アルノ | 小島敏彦                             | 田原アルノ                                          |
| マーサ・シェパード             | アナベル・カーシャウ         | 秋元千賀子        | 佐藤しのぶ | 金野恵子                             |                                                     |
| 駆除業者                       | ジェームズ・ハンディ         | 上田敏也          | 白熊寛嗣   | 中庸助                               | 峰恵研                                              |
| バム                           | ロイド・ベリー               | 小島敏彦          | 廣田行生   | 小島敏彦                             | 益富信孝                                            |
| トーマス夫人                   | ギリアン・バーバー           | 秋元千賀子        | 田村聖子   | 竹口安芸子                           | 定岡小百合                                          |
| ベンジャミン                   | ブランドン・オブレィ         | 石塚理恵          |            | 亀井芳子                             |                                                     |
| ケイレブ                       | サイラス・ティーディーク     | 鳥海勝美          | 栗山浩一   | 浪川大輔                             |                                                     |
| ビリー・ジェサップ             | ガリー・ジョセフ・トールップ | 小宮和枝          | 田村聖子   | くまいもとこ                         |                                                     |
| 動物の声                       | フランク・ウェルカー         |                   |            |                                      |                                                     |
| その他                         | N/A                          | 筒井巧            |            | 小形満                               | 水原リン 柳知樹 本橋佳祐 鈴木正和 野口雄矢 小暮英麻 |
| 日本語版スタッフ               |                              |                   |            |                                      |                                                     |
| 演出                           | 演出                         | 松川陸            | 伊達康将   | 小笠原恵美子                         | 壺井正                                              |
| 翻訳                           | 翻訳                         | 木原たけし        | 木原たけし | 栗原とみ子                           | 武満眞樹                                            |
| 調整                           | 調整                         | 田中和成          |            | 栗林秀年                             | 飯塚秀保                                            |
| 効果                           | 効果                         |                   |            | リレーション                         | リレーション                                        |
| 録音                           | 録音                         |                   |            | スタジオザウルス                     |                                                     |
| 担当                           | 担当                         | 神部宗之 稲毛弘之 |            | 河越美帆                             | 圓井一夫 上田めぐみ                                 |
| プロデューサー                 | プロデューサー               | 吉岡美惠子        |            | 山形淳二                             |                                                     |
| 編集協力                       | 編集協力                     |                   |            |                                      | IMAGICA                                             |
| 制作協力                       | 制作協力                     |                   |            |                                      | ViViA                                               |
| オープニング                   | オープニング                 |                   |            |                                      | 大林宣彦                                            |
| 制作                           | 制作                         | 東北新社          | 東北新社   | 東北新社                             | グロービジョン                                      |
| 初回放送                       | 初回放送                     |                   |            | 1998年10月3日 『ゴールデン洋画劇場』 | 2000年4月2日 『日曜洋画劇場』                       |

※2015年10月7日発売の「吹替洋画劇場」シリーズ『ジュマンジ製作20周年 デラックス エディション』Blu-rayには本編ディスクとは別に、フジテレビ版（約95分）の吹替を収録した特典ディスクが付属している。

## 登場人物

### 主要人物（ジュマンジのプレイヤーたち）
アラン・パリッシュ
本作の主人公。ゲームの2番目のプレイヤー。ゲームでは象の駒を担当。
裕福な家庭で暮らしているが気が弱く、ビリーや彼の仲間からいじめられており、町の名士である厳格な父親にも反感を抱いていた。偶然工事現場から謎のゲーム盤「ジュマンジ」を見つけ、ビリーに奪われた自転車を返しに来たサラを誘う。彼女がサイコロを振って駒が勝手に動き出し、盤上に不気味な文言が出現したことに嫌な予感を覚え、ゲームをしまおうとするが、時計の鐘の音に驚いて誤ってサイコロを振ってしまい、2番目のプレイヤーに選ばれると共にゲーム盤の中のジャングルの世界へ吸い込まれてしまう。
26年後、ピーターの出したサイコロの目によってゲームの世界から生還するが、ずっとゲーム盤に閉じ込められていたために現在の状況を知らない上に、精神的には子供のままで成熟しておらず、ジュディやピーターからの信頼度はいまいちであった。26年もの間に廃れてしまった故郷の姿や会社の倒産、両親の他界に絶望し、当初はゲームの再開を拒んでいたが、ピーターの逆心理をついた作戦でやむを得ず協力する中、26年後のジュマンジが自分とサラが始めたゲームの続きであることに気付き、自身もゲームに再び参加。プレイヤーの一人であるサラと再会を果たし、4人で協力してゲームを終わらせることを誓う。
物語終盤で自分があがりを出したことでゲームを終了させることに成功。サラと共に元いた世界へ帰還し、父と和解。また、後に工場の従業員をクビに追いやることになった自らの行いを告白。ゲーム盤を大量の重りでくくりつけ、川へ流した。
26年後、父から工場を引き継いでサラと結婚し、パリッシュ邸のクリスマスパーティーでジュディとピーターと再会を果たした。2人の両親がスキーに行くことをサラと共に引き止め、ジュディとピーターの未来を変えることにも成功し、2人を温かく迎え入れた。
サラ・ウィットル
本作のヒロイン。アランの友人。ゲームの1番目のプレイヤー。ゲームではサイの駒を担当。
ビリーから好意を寄せられているが、アランをいじめる彼のことを良く思っておらず、いじめを止めるよう注意した。ビリーがアランから奪った自転車を返しにパリッシュ邸を訪ねた際に「ジュマンジ」の太鼓の音を聞いてアランに誘われるが、「こんなの子供がやるゲームよ」と吐き捨てて何の気なしにサイコロを放ってしまい、プレイヤーに選ばれてしまう。彼が目の前でゲーム盤に吸い込まれる姿を目の当たりにし、その直後に暖炉から突如現れたコウモリの大群に襲われ、そのまま逃亡。その後は周囲に自身の証言を全く信じてもらえず、精神がおかしくなったという扱いをされるようになってしまい、塞ぎ込んでしまった。
26年後、住所は変わっておらず「マダム・セレナ」を名乗って占い師をしながら独りで自宅に引きこもる生活を送っていた。ゲーム盤から生還し、自宅を訪れたアランと再会するが、当初はアランが生きて帰ってきたことに驚くあまり失神したり、彼が目の前で消えた深いトラウマから「ジュマンジ」を見てパニックを起こすほど、ゲームの再開を手酷く拒んでいたが、自分たちが始めてしまった以上は参加しなければならないことを知り、悲劇を終わらせるためにやむを得ず協力することになる。しかしジュマンジをプレイしていく中で身を挺して自分を守ってくれるアランに次第に惹かれていく。
アランと再会してからも自身に何らかの精神異常があると思い込んでおり、ジュマンジの怪奇現象を目の当たりにして「これは夢よ」とアランにすがったり、猿がバイクを運転しているのを見てジュディに見間違いではないことを確認していた。多くの心労を重ねてきたため消極的だが、アランがカールに捕まり引き離されてしまった際はジュディとピーターの保護者代わりとなり、率先して行動した。
アランがあがりを出したことでゲームが終了し、彼と共に元いた世界へ帰還。ゲーム盤を川へ流した直後、アランとキスを交わした。26年後、アランと結婚し、妊娠する。パリッシュ邸のクリスマスパーティーでジュディとピーターと再会した。
ジュディ・シェパード
小学生の少女。ゲームの3番目のプレイヤー。ゲームではワニの駒を担当。
両親をスキー旅行の交通事故で亡くし、弟のピーターと共に父方の叔母に引き取られ、空き家となっていた旧パリッシュ邸へ引っ越してきた。嘘が上手で不意な状況にもあまり動じずごまかそうとすることが多い。両親の事故死に関する虚言で大人をからかうことを楽しむひねくれた性格だが、本心では両親を慕っている。引っ越してきた日からジュマンジの太鼓の音を聞き、導かれるように屋根裏部屋でゲームを発見し、ピーターとゲームを始めたことで騒動に巻き込まれてしまう。
未来が改変された26年後、「ジュマンジ」に関する記憶は失ったものの、パリッシュ邸のクリスマスパーティーで両親から紹介される形でアランとサラと再会を果たした。
ピーター・シェパード
ジュディの弟。ゲームの4番目のプレイヤー。ゲームでは猿の駒を担当。
両親を事故で亡くし、姉のジュディと共に父方の叔母に引き取られ、パリッシュ邸へ引っ越してきた。両親を亡くしたショックでしゃべれなくなっていると大人達から思われているが、実は心を開いた相手にしか口を聞かないだけである。子供らしいが成長の狭間であり、内気で大人しく見えるが、頭の回転が早く、時に勇敢な行動を起こすこともある。ディスカウントストアではありあわせの小道具（洗剤、ボート、空気ボンベ、バーベルなど）を組み合わせて罠を作り、ヴァン・ペルトを一杯食わせる活躍を見せた。
屋根裏部屋でジュマンジを見つけ、ゲームを始めたことで騒動に巻き込まれてしまう。ゲームでイカサマをしたために半分猿に変えられてしまった時は尻尾が生えたことが恥ずかしく泣き出してしまい、アランに引っ張り出してもらった。
未来が改変された26年後、姉と同様「ジュマンジ」に関する記憶は失ったものの、パリッシュ邸のクリスマスパーティーで両親から紹介される形でアランとサラと再会を果たした。

### 主要人物の家族・血縁者
サミュエル・アラン・パリッシュ
アランの父親。厳格な性格で、大規模な製靴工場の経営者にして、町の名士。物語序盤で、息子であるアランと将来の話について衝突してしまい、喧嘩別れしたまま二度と再会することは叶わなかった。
普段はアランに対して厳しい態度で接するが、実際は息子想いの良き父親であり、アランがゲーム盤に吸い込まれて失踪した際には捜索のために全財産を注ぎ込んだ。その結果破産し、工場は倒産してしまう。「息子を殺して屋敷のどこかに遺体を隠した」という謂れなき噂を立てられながら捜索を続けるも、結局息子を見つけることができず、アランがゲーム盤から帰還する4年前の1991年5月にこの世を去った。
アランは自分が姿を消してからも父が自分の部屋を当時のまま残していたことや、倒産した工場の跡地に住む老夫から会社倒産の経緯を耳にしたことから父の想いを知り、サラと共に元いた世界へ帰還した直後、父に反抗的な態度を謝罪。自身もアランに対して厳しくし過ぎたことを謝罪し、和解する。
未来が改変された26年後では、未来が書き換えられた影響で生存しており、息子との父子関係も続いている。パリッシュ邸でのクリスマスパーティーには出席していないものの、息子とは電話で会話をしており、アランは父に新製品が大ヒットしていることや、パーティーの翌日に空港へ迎えに行く旨を伝えている。
キャロル・アン・パリッシュ
アランの母親。優しい性格で、ビリーにいじめられていたアランのことをよく気にかけていた。息子がゲーム盤に吸い込まれた未来では夫のサミュエルと同じく1991年8月、彼の後を追うようにこの世を去ったが、未来が改変された26年後では、生存している。
ノラ・シェパード
ジュディとピーターの父方の叔母。兄夫婦が交通事故で亡くなったため、ジュディとピーターを引き取り、トーマス夫人の紹介で空き家となった旧パリッシュ邸へ引っ越してきた。
両親を亡くして閉鎖的になってしまった2人を何とか気遣おうとしているが、ジュディが話すパリッシュ邸の逸話を信じない等、子供達に対する理解は今一つ。
「ジュマンジ」による騒動に巻き込まれ、自身の車内に潜んでいた猿に驚かされて車を奪われてしまう。徒歩で自宅へ戻る途中、偶然通りかかったカールに助けを求めてどうにか自宅へ戻ったが、「ジュマンジ」によって発生した大洪水に巻き込まれてしまい、その後植物に覆われた自宅の惨状や猿の姿に変わり果てたピーターの姿に唖然となり、ピーターによってそのまま物置部屋に閉じ込められた。
ジム・シェパード
ジュディとピーターの父親。スキー旅行の交通事故で妻と共に亡くなってしまう。
未来が改変された26年後、パリッシュ邸のクリスマスパーティーでアランとサラと対面し、子供たちを紹介する。その際、妻と共にスキー旅行を計画していたが、交通事故に遭う未来を知っていたアランたちに引き止められ、「スキーはいつでもできる」と計画を撤回した。
マーサ・シェパード
ジュディとピーターの母親。スキー旅行の交通事故で夫と共に亡くなってしまう。
未来が改変された26年後、パリッシュ邸のクリスマスパーティーでアランとサラと対面し、子供たちを紹介する。

### その他の人物
カール・ベントレー
アランの父が経営する製靴工場で働く男性。自身で最新鋭のスニーカーを開発し、アランの父に見せようとしていたが、手にとったアランが誤ってシュレッダーのコンベアーに乗せてしまったことに気付かず機械を台無しにしてしまった責任を被り、解雇されてしまった。
工場を解雇されてから26年後、警察官になるも、棘のある性格へと変わってしまっていた。「ジュマンジ」による騒動に巻き込まれ、愛車のパトカー（シボレー・カプリス）を猿に乗りまわされて半壊された上、アランの無免許運転の末にショッピングモールに突っ込まれた挙句、巨大植物の餌食にされてしまう。作中一番のコミックリリーフ的なキャラクター。
ゲームの終了後、元いた世界へ帰還したアランが自らの行いが機械の損傷を招いたことを父親に告白したことで解雇は帳消しされるという未来に書き換えられ、アランが継いだ後のパリッシュ社ではカールが開発したスニーカーが社を代表するブランド商品へと発展した。未来が改変された26年後、パリッシュ邸のクリスマスパーティーで楽しそうにしている姿を見せている。
トーマス夫人
不動産屋の女性。空き家となったパリッシュ邸をノラに紹介するが、その数日後に「ジュマンジ」から出てきた巨大な蚊に刺されて意識不明に陥り、救急車で搬送される。
ビリー・ジェサップ
いじめグループのリーダー格。サラに好意を寄せており、彼女と親しい上に町の名士の息子であるアランを一方的に目の敵にし、仲間を率いて彼をいじめていた。しかし当のサラからはアランに対するいじめもあって良く思われておらず、彼女からいじめを止めるよう注意されていた。
序盤のみの登場のため、作中では26年後の彼について特に触れられていないが、サラの自宅で彼女と再会する直前のアランは、彼女は既にビリーと結婚して引っ越したと思っていた。
ベンジャミン、ケイレブ
物語冒頭（西暦1869年）に登場する2人の少年。
かつて「ジュマンジ」による恐怖を受けたらしく、森の奥深くにゲーム盤を閉じ込めた木箱を地中深くに埋め、どこかへ逃避した。
ケイレブは誰かがゲーム盤を掘り起こしたらどうするかとベンジャミンから問われた際、「その彼らに神のお慈悲を」と祈る。

## “ジュマンジ”
双六形式のボードゲーム。「現実世界から脱したい人のためのゲーム」などと説明文はかなり抽象的で最低限の内容にとどまり、その真の恐ろしさにはほとんど触れていない。
プレイヤーは最大4人で、それぞれのプレイヤーには象、サイ、猿、ワニの駒が渡される。一回につき2つのサイコロを振って中央のゴールを目指す。一度でもサイコロを振ると、それがたとえアクシデントだとしても、ゲームはそれぞれの駒に関して最初にサイコロを振った人物をプレイヤーとして認識する。それ以外の者の介入は一切無視される（何度サイコロを振っても駒が動かない）ため、ゲームを一度始めると終了するまでプレイヤーは離脱することが不可能な仕組みになっており、終わらせるためには誰かがあがるまでゲームを続けるしかない。ゾロ目が出たらそのプレイヤーはもう一度サイコロを振らなければいけない。しかし反則は一切禁物で、反則を犯した者には罰が下る。作中ではズルをしたピーターは猿のような姿に変わった。
ゲームはジャングル及びサバンナをテーマにしたもので、サイコロで止まったマスによって盤の中央にある円形の画面ようなマスに英語で韻を踏んだ謎めいた文節が浮かび上がり、それにしたがってゲーム盤から生物もしくは怪奇現象が出現し、プレイヤーを命の危険にさらす事象が多い。
ゲームが誰の手によって創造されたのか、目的は何なのかといったことは作中では一切不明で明らかにされず、駒は盤に置くと何らかの力で吸い寄せられるように所定の位置につき、サイコロを振ると目の数にしたがって自動で動くなど謎が多い。登場する生物には現実世界では既に絶滅したものや、ヴァン・ペルトのような過去の時代の人物、そしてこの世に存在しないものもいる。また、アランのように場合によってはプレイヤーがゲームの中の世界に入ってしまうこともある。
ジュマンジのボードケース外面の真ん中には山やサバンナの風景の彫刻画が掘られており、その端には四つのゲームのキャラクターが描かれている、左上にはヴァン・ペルトの顔、右上にはオマキザル、左下にはサイの頭、右下には象の頭が彫刻で掘られている。長時間放置されると一定の時間に太鼓のような音を鳴らし、人を呼び寄せる。ノラのように全く聞こえない人もおり、ゲーム自体がプレイヤーを選んでいるかのような節がある。
誰か一人でも「あがり」を出して「ジュマンジ」と唱えると、そこでゲーム終了となり、ゲーム盤から出現した生物や人物は全てゲーム盤に吸い込まれ消滅し、プレイヤーはゲームが開始される直前の時間へ戻される。プレイヤーは時間が戻ってもゲーム開始から終了までの記憶を引き継ぐ様子。

### ゲーム盤から出現する生物・人物・現象
コウモリ
サラのゲーム開始と共に最初に出現した生物。暖炉の中から群れとなって出現し、少女時代のサラにトラウマを与えた。
26年後、空き家となったパリッシュ邸へ引っ越してきたばかりのピーターによって屋根裏で生き残った一匹が目撃されるが、現実世界では既に26年後の世界で絶滅しており、いたとしてもこんな地域に存在するはずはないと駆除業者から笑われてしまう。
ゲーム内への監禁
アランが最初に振ったサイコロによって決まった現象。他のプレイヤーが5か8の目を出すまでゲームの世界へ拉致、監禁される。
アラン、サラは当初はこの内容が全く理解できず、アランがゲームに吸い込まれる様子を見たサラは混乱し、コウモリの追撃を受け恐慌状態となって逃げ出したため、アランはピーターが5を出すまでの26年間ジュマンジの中で生活することとなった。
内部は暗いジャングルとなっており、人間が生活できるような場所ではないとのこと。
巨大な蚊
ゲーム開始から26年後、ジュディが3人目のプレイヤーとして最初に振ったサイコロによって出現。当初ジュディは襲いかかってくる蚊の一匹をテニスラケットで撃退するが、それによって窓ガラスが割れ、他の蚊が外へと飛び出してしまう。
口器による攻撃は車のフロントガラスに軽くヒビが入るほどの強さを持ち、ジュディ達に旧パリッシュ邸を紹介した不動産屋のトーマス夫人や様々な人達が蚊に刺され、救急車へと運ばれる被害が起きる。
オマキザル
ピーターが4人目のプレイヤーとして最初に振ったサイコロによって出現。荒っぽく凶暴な性格で、キッチンを荒らし刃物をピーター達に投げつけた。その後すぐに野外へと飛び出し、街中に甚大な被害を及ぼす。白バイすらお構いなしに乗りこなし、警察すらお手上げ状態となる。
ライオン
ピーターが最初の手でゾロ目を振ったため、もう一度サイコロを振った際に出現。身体能力が高く、ジュディとピーターに容赦なく襲いかかるが、ピーターは5を出していたためにゲーム盤から帰還を果たしたアランが登場、ライオンをノラの部屋に閉じ込めることに成功する。
ジュマンジの生物の中では珍しくそれほど凶暴ではないようで閉じ込められた後は無理に部屋を脱出しようとはせずベッドでくつろいでいたが、終盤では巨大地震のおかげか、いつの間にか部屋を脱出していた。
巨大植物
26年ぶりにサラが振ったサイコロによって出現。アランは「紫の花には毒があるから注意しろ」と警告する。暖炉から黄色い食虫植物が出現しピーターを餌食にしようとするが、アランの機転により撃退する。
しかしその後蔦が屋敷中に広がり、邸宅がすっかりジャングルと化してしまう。その後、出現した紫の花が棘を飛ばしてジュディを攻撃し、その毒によってものの数分で衰弱状態に追い込んだ。
ヴァン・ペルト
アランが振ったサイコロによって出現した老齢の冷酷非情な悪党ハンター。一粒弾を装填したショットガンを武器としており、アランがゲーム盤に閉じ込められていた時から26年間執拗に狙っていたらしく、現実世界に出現した際も躊躇いなくアランを銃撃した。
アランを仕留めるためには手段を選ばず、冷酷な手段で他のプレイヤーまで手にかける。理由は謎だがアランを殺すことだけを目的としているようで、当初はサラ達には目もくれなかったが、逃げ続けるアランをおびき出すためにゲームを強奪したり人質に使おうとした。
ゲームによって創られた存在かアランと同じように現実からゲーム盤に取り込まれた人物かは不明だが、19世紀後期のハンターの様相。ガンショップを訪れた際は使っている銃の弾が1903年に製造中止になった骨董品だと店主に驚かれ、時代錯誤な見慣れないレトロな格好から郵便配達員かと間違われていた。その後、現代の最新鋭の銃を手に入れる。狙撃の腕前は今一つのようで劇中ではいくら発砲してもほとんど標的には当たっていなかった。
アランを「腰抜け」「弱虫」と罵倒していたが、最後にアランと対峙した際に彼が逃げようとしなかった際には「少しは男らしくなったな」とアランの成長を認める一面も見せた。結局アランを仕留められないまま彼にゲームをクリアされ、ゲームキャラクターの中では最後にジュマンジに召還された。
動物の暴走
ジュディの振ったサイコロによって出現した動物たち。シロサイ、アフリカゾウの大群を筆頭にシマウマ、ペリカンが猛スピードで街中を暴走する。ペリカンの一羽がゲームを持ち出してしまう。
モンスーン
サラの振ったサイコロによって出現した現象。旧パリッシュ邸の内部で突如発生し、あっという間に屋敷を水浸しにしてしまい、それと同時にワニまで出現する。ノラとともに屋敷を訪れたカールが外からドアを蹴破ったため外に水が放出され、大洪水を引き起こした。
底なし沼
アランが振ったサイコロによって出現した現象。床が沼のようになり体が沈み始め、アランを絶体絶命の危機に陥れた。
後戻り
ジュディの振ったサイコロで出現。自身の駒が来たマスを戻り、直前の手番で出現した沼も元の床に戻った。身の危険に及ぶ実害がなかった唯一の例。
巨大グモ
ピーターの振ったサイコロによって出現した全長50cmほどもあるクモ。大群で押し寄せアラン達を襲おうとしたが習性は不明。巨大地震を察知すると一斉に逃亡した。
巨大地震
サラの振ったサイコロによって出現。この地震によって地割れが起こり、パリッシュ邸が真っ二つに分断してしまう。

## 地上波放送履歴
| 回数  | テレビ局   | 番組名             | 放送日         | 吹替版       |
| ----- | ---------- | ------------------ | -------------- | ------------ |
| 初回  | フジテレビ | ゴールデン洋画劇場 | 1998年10月3日  | フジテレビ版 |
| 2回目 | テレビ朝日 | 日曜洋画劇場       | 2000年4月2日   | テレビ朝日版 |
| 3回目 | 日本テレビ | 金曜ロードショー   | 2003年2月21日  | フジテレビ版 |
| 4回目 | テレビ朝日 | 日曜洋画劇場       | 2004年4月4日   | テレビ朝日版 |
| 5回目 | テレビ東京 | 午後のロードショー | 2010年7月14日  | テレビ朝日版 |
| 6回目 | テレビ東京 | 午後のロードショー | 2012年3月28日  | テレビ朝日版 |
| 7回目 | テレビ東京 | 午後のロードショー | 2013年12月24日 | テレビ朝日版 |
| 8回目 | テレビ東京 | 午後のロードショー | 2015年3月31日  | テレビ朝日版 |
| 9回目 | テレビ東京 | 午後のロードショー | 2018年4月2日   | テレビ朝日版 |

## 評価
北米では1億47万5,249ドルの興行収入を記録し、国際市場では1億6,232万2,000ドルを記録している。
Rotten Tomatoesには33件のレビューが寄せられ、支持率48%、平均評価5.6/10となり、Metacriticでは18件の批評に基づき39/100のスコアとなっている。作者のヴァン・オールズバーグは、「ジャングルの動物たちが家にやってくるという混乱を忠実に再現している。これはとても良い映画です」と批評している。

## 続編
2005年に精神的続編の、「ザスーラ」が公開されている。関連作品ではあるものの物語に直接的な繋がりはない。
2012年7月、コロンビア映画社長ダグ・ベルグラードはハリウッド・リポーターの取材に対し、「私たちは『ジュマンジ』を最新の状態にアップグレードしようとしている」と述べ、リブートを計画中であることを公表した。同年8月1日には、マシュー・トルマッハがウィリアム・タイトラーと共にリブート製作を担当することが判明した。
2015年8月5日、ソニー・ピクチャーズ エンタテインメントがリメイクを製作し、2016年12月25日公開を予定していることが発表された。これに対し、インターネット上では前作の主演ロビン・ウィリアムズの死去から1年あまりでのリメイク製作発表に批判の声が多数挙がった。また、前作に出演したブラッドリー・ピアースとE! Newsは「不必要で侮辱的だ」と批判している。
2016年1月14日、ジェイク・カスダンが監督を務めることが発表された。同月20日には、公開が2017年7月28日に変更になったことが発表された。4月にはドウェイン・ジョンソンが出演契約を結び、ケヴィン・ハート、ジャック・ブラック、ニック・ジョナスが共演することが報じられた。同年8月、ジョンソンは新作がリメイクではなく続編であること、ハワイ州で撮影が行われることを語った。

## テレビアニメ
ジュマンジは、後で同じ名前の映画公開の後、同じタイトルでアニメシリーズがアメリカで製作された。1996年から1999年にかけて、3シーズンにわたってアメリカから放映された。1996年のシーズンはUPNネットワーク、第2シーズン以降はBKNシンジケートで放送された。
映画版の続編ではなく再構成された物語となっている。また、キャラクターにはサイコロを振るたびに「ゲームのヒント」が与えられ、それが解けるまでの間ジャングルに閉じ込められる。

### キャスト
- アラン・パリッシュ - ビル・ファッガーバッケ
- ジュディ・シェパード - キルステン・ダンスト
- ピーター・シェパード - アシュレー・ジョンソン
- ヴァン・ペルト - シャーマン・ハワード
- ノラ・シェパード - メラニー・チャートオフ
- カール・ベントレー - リチャード・アレン
- トレーダー・スリック - ティム・カリー